# Sara
Sara (sumer  vagy 𒀭𒁈, dšara2, dšara, „a rágalmazó”) sumer isten, Umma egyik helyi istene. Inanna fia. Tisztelete különösen a III. uri dinasztia idején, az i. e. 3. évezred legvégén jellemző. Su-Szín uralkodásának kilencedik évében emelt templomot számára (e2 dšara2, É-sara).
Funkciójára nézve kevés az információ. Talán Ibbí-Szín harmadik évéből Ur-Mami egyik, állatáldozatokról szóló levele világítja meg, amelyben 𒀊 (kurušda dšara2) megfogalmazás szerepel, vagyis az állatok hízlalója, átvitt értelemben gyarapítója. Ekkoriban gyakran előfordul nevekben is, ismert Lú-Sara, Ur-Sara, Inim-Sara, Saraga, Sara-amu-DU, Giri-Sara-idab név, valamint gyakori a Sara-héngál (dšara-ḫe2-ĝal2) is, amely „Sara bősége” jelentésű. Amar-Szín harmadik évében Sara ökreinek felügyelője egy Lugal-usur nevű személy volt, ebből a titulusból kiderül, hogy Sara temploma saját gulyával is rendelkezett. Su-Szín negyedik évében egy Abbagina nevű tisztviselő felsorolta a Sulgi és Sara isteneknek járó juttatásokat. Ezekből a mértékegységek nem ismertek, és a juttatott termények is bizonytalanok.